# William Thomas Calman
William Thomas Calman, född 29 december 1871 i Dundee, död 29 september 1952, var en skotsk zoolog som framför allt är känd som specialist på kräftdjuren, Crustacea.
Han studerade i Dundee, bland annat hos den kände biologen och matematikern D'Arcy Wentworth Thomson, och disputerade 1895. Efter att ha arbetat ytterligare åtta år vid universitetet i Dundee blev han knuten till Natural History Museum i London där han sedan verkade till sin pension 1936. Han var ledamot av Royal Society och Linnean Society of London och utmärktes med Linnésällskapets guldmedalj 1946.
Calman var en av världens främsta kräftdjursforskare vid början av 1900-talet. Han uppställde överordningarna Eucarida, Peracarida och Hoplocarida bland storkräftorna (Malacostraca). Han beskrev gemensamma drag hos storkräftorna, en sorts urtyp för storkräftorna eller så kallade "caridoid facies". Han uppställde också indelningen av bladfotingarna (Branchiopoda) i de fyra ordningarna Anostraca, Notostraca, Conchostraca och Cladocera. Vidare beskrev och namngav han ett mycket stort antal kräftdjursarter.

## Namngivna arter
- Acanthephyra faxoni Calman, 1939
- Anaspidacea Calman, 1904
- Anchicolurus occidentalis (Calman, 1912)
- Anoplodactylus cribellatus Calman, 1923
- Anthracocaris Calman, 1933
- Aristaeomorpha woodmasoni Calman, 1925
- Ascorhynchus extenuata (Calman, 1938)
- Atyella brevirostris Calman, 1906a
- Atyella longirostris Calman, 1906a
- Atyella Calman, 1906a
- Austropallene tibicina Calman, 1915
- Austroraptus juvenilis Calman, 1915
- Austroraptus praecox Calman, 1915
- Bankia australis (Calman, 1920)
- Bathycuma longicaudatum Calman, 1912
- Bathycuma longirostre Calman, 1905
- Bathypallenopsis annandalei (Calman, 1923)
- Bathyzetes extenuata (Calman, 1938)
- Bodotria parva Calman, 1907
- Bodotria similis Calman, 1907
- Bodotria sublevis Calman, 1907
- Bresilia atlantica Calman, 1896
- Bresilia Calman, 1896
- Bresiliidae Calman, 1896
- Bresilioidea Calman, 1896
- Brevitalitrus hotulanus (Calman, 1912)
- Callipallene pectinata (Calman, 1923)
- Calocarcinus africanus Calman, 1909
- Calocarcinus Calman, 1909
- Campylaspis antarctica Calman, 1907
- Campylaspis orientalis Calman, 1911
- Campylaspis platyuropus Calman, 1911
- Campylaspis rostrata Calman, 1905
- Campylaspis spinosa Calman, 1906
- Campylaspis vitrea Calman, 1906
- Caridella cunningtoni Calman, 1906a
- Caridella minuta Calman, 1906a
- Caridella paski Calman, 1928
- Caridella Calman, 1906a
- Caridina indistincta indistincta Calman, 1926
- Caridinides wilkinsi Calman, 1926
- Caridinides Calman, 1926
- Ceratocuma horridum Calman, 1905
- Ceratocuma Calman, 1905
- Ceratocumatidae Calman, 1905
- Cilunculus sewelli Calman, 1938
- Colossendeis drakei Calman, 1915
- Colossendeis scotti Calman, 1915
- Colossendeis wilsoni Calman, 1915
- Colurostylis lemurum Calman, 1917
- Colurostylis pseudocuma Calman, 1911
- Colurostylis Calman, 1911
- Cryptocnemus haddoni Calman, 1900
- Cumella australis Calman, 1907
- Cumella clavicauda Calman, 1911
- Cumella forficula Calman, 1911
- Cumella gracilima Calman, 1905
- Cumella hispida Calman, 1911
- Cumella laevis Calman, 1911
- Cumella leptopus Calman, 1911
- Cumella serrata Calman, 1911
- Cumellopsis helgae Calman, 1905
- Cumellopsis puritani Calman, 1906
- Cumellopsis Calman, 1905
- Cyclaspis cingulata Calman, 1907
- Cyclaspis coelebs Calman, 1917
- Cyclaspis costata Calman, 1904
- Cyclaspis elegans Calman, 1907
- Cyclaspis herdmani Calman, 1904
- Cyclaspis hornelli Calman, 1904
- Cyclaspis longipes Calman, 1907
- Cyclaspis persculpta Calman, 1905
- Cyclaspis picta Calman, 1904
- Cyclaspis sibogae Calman, 1905
- Cyclaspis similis Calman, 1907
- Cyclaspis thomsoni Calman, 1907
- Cyclaspis triplicata Calman, 1907
- Cyclaspis unicornis Calman, 1907
- Cyclaspis uniplicata Calman, 1907
- Cyclaspis varians Calman, 1912
- Diastylis alaskensis Calman, 1912
- Diastylis argentata Calman, 1912
- Diastylis aspera Calman, 1912
- Diastylis bidentata Calman, 1912
- Diastylis dalli Calman, 1912
- Diastylis insularum (Calman, 1908)
- Diastylis koreana Calman, 1911
- Diastylis mawsoni Calman, 1918
- Diastylis nucella Calman, 1912
- Diastylis planifrons Calman, 1912
- Diastylis sulcata Calman, 1912
- Diastylopsis crassior Calman, 1911
- Diastylopsis elongata Calman, 1911
- Dipteropeltis hirundo Calman, 1912
- Dodecolopoda mawsoni Calman & Gordon, 1933
- Dodecolopoda Calman & Gordon, 1933
- Ekleptostylis walkeri (Calman, 1907)
- Endeis flaccida Calman, 1923
- Eocuma affine Calman, 1904
- Eocuma dollfusi Calman, 1907
- Eocuma latum Calman, 1907
- Eocuma longicorne Calman, 1907
- Eocuma stelliferum Calman, 1907
- Eocuma taprobanicum Calman, 1904
- Eucarida Calman, 1904
- Eudorella monodon Calman, 1912
- Eudorella similis Calman, 1907
- Eudorellopsis biplicata Calman, 1912
- Eudorellopsis resima Calman, 1907
- Gennadas capensis Calman, 1925
- Gennadas gilchristi Calman, 1925
- Gennadas gilchristi Calman, 1925
- Glyphocrangon mabahissae Calman, 1939
- Glyptelasma hamatum (Calman, 1919)
- Gynodiastylis bicristata Calman, 1911
- Gynodiastylis carinata Calman, 1911
- Gynodiastylis costata Calman, 1911
- Gynodiastylis Calman, 1911
- Hemileucon comes Calman, 1907
- Hemileucon uniplicatus Calman, 1907
- Hemileucon Calman, 1907
- Heteroleucon akaroensis Calman, 1907
- Heteroleucon Calman, 1907
- Heteromysoides cotti (Calman, 1932)
- Holthuisana wollastoni (Calman, 1914)
- Hoplocarida Calman, 1904
- Hyastenus uncifer Calman, 1900
- Lamprops beringi Calman, 1912
- Leucon heterostylis Calman, 1907
- Leucon siphonatus Calman, 1905
- Lioxanthodes alcocki Calman, 1909
- Lioxanthodes Calman, 1909
- Litogynodiastylis laevis (Calman, 1911)
- Litoscalpellum juddi (Calman, 1918)
- Lophopilumnus cristipes (Calman, 1900)
- Makrokylindrus cingulatus (Calman, 1905)
- Makrokylindrus fistularis (Calman), 1911
- Makrokylindrus tubulicauda (Calman, 1905)
- Namlacium crepidatum (Calman, 1925)
- Nannastacus agnatus Calman, 1911
- Nannastacus brevicaudatus Calman, 1905
- Nannastacus gibbosus Calman, 1911
- Nannastacus gurneyi Calman, 1927
- Nannastacus minor Calman, 1911
- Nannastacus pardus Calman, 1905
- Nannastacus reptans Calman, 1911
- Nannastacus stebbingi Calman, 1904
- Nannastacus tardus Calman, 1911
- Nannastacus zimmeri Calman, 1911
- Nebaliacea Calman, 1904
- Nematobrachion boopis (Calman, 1905)
- Nematobrachion Calman, 1905
- Nymphon andamanense Calman, 1923
- Nymphon arabicum Calman, 1938
- Nymphon foxi Calman, 1927
- Nymphon proximum Calman, 1915
- Oxyurostylis smithi Calman, 1912
- Oxyurostylis Calman, 1912
- Pallenopsis alcocki Calman, 1923
- Pandalina Calman, 1899
- Paradiastylis brachyura Calman, 1904
- Paradiastylis longipes Calman, 1905
- Paradiastylis Calman, 1904
- Paralamprops orbicularis (Calman, 1905)
- Paraleucon suteri Calman, 1907
- Paraleucon Calman, 1907
- Paralimnoria andrewsi (Calman, 1910)
- Parapallene challengeri Calman, 1937
- Parapallene longipes Calman, 1938
- Parapotamon spinescens (Calman, 1905)
- Peracarida Calman, 1904
- Periclimenaeus arabicus (Calman, 1939)
- Periclimenaeus crassipes (Calman, 1939)
- Pigrogromitus timsanus Calman, 1927
- Pigrogromitus Calman, 1927
- Platycuma holti Calman, 1905
- Platycuma Calman, 1905
- Plesionika minor Calman, 1939
- Polycheria osborni Calman, 1898
- Pontonides unciger Calman, 1939
- Potamonautes warreni (Calman, 1918)
- Procampylaspis bonnieri Calman, 1906
- Propallene kempi (Calman, 1923)
- Pseudione giardi Calman, 1898
- Pseudodiastylis ferox Calman, 1905
- Pseudodiastylis Calman, 1905
- Pseudolambrus confragosus (Calman, 1900)
- Pseudoleptocuma minus (Calman, 1912)
- Pycnogonum africanum Calman, 1938
- Rouxana ingrami (Calman, 1908)
- Rouxana plana (Calman, 1914)
- Scherocumella brachydactyla (Calman, 1905)
- Scherocumella gurneyi (Calman, 1927)
- Scherocumella lepturus Calman, 1911
- Schizotrema bifrons Calman, 1911
- Schizotrema depressum Calman, 1911
- Schizotrema sordidum Calman, 1911
- Schizotrema Calman, 1911
- Seguapallene echinata (Calman, 1938)
- Sesarma boulengeri Calman, 1920
- Spinoserolis beddardi (Calman, 1920)
- Squilla brasiliensis Calman, 1917
- Styloptocuma gracillimum (Calman, 1905)
- Sympodomma diomedeae (Calman), 1912
- Sympodomma weberi (Calman, 1905)
- Teloscalpellum ecaudatum (Calman, 1918)
- Thaumastocheles japonicus Calman, 1913
- Trachycaris Calman, 1906b
- Trianguloscalpellum annandalei (Calman, 1918)
- Tropichelura insulae (Calman, 1910)
- Vaunthompsonia arabica Calman, 1907
- Zanclopus cephalodisci Calman, 1908
- Zanclopus Calman, 1908
- Zygosiphon mortenseni Calman, 1907
- Zygosiphon Calman, 1907